# Masacre del Suroriente de Bogotá
La Masacre del Suroriente de Bogotá o la Masacre de la Leche fue una matanza perpetrada en Bogotá, el 30 de septiembre de 1985, por parte de miembros de la Fuerza Pública de Colombia contra militantes de la guerrilla del Movimiento 19 de abril (M-19), que momentos antes de la misma habían robado un camión repartidor de leche y repartieron los productos transportados en el mismo entre la comunidad de varios barrios.

## Antecedentes
El gobierno colombiano y la guerrilla del del Movimiento 19 de abril (M-19) habían entablado diálogos de paz con base en los Acuerdos de Corinto, Hobo y Medellín suscritos en 1984, en el marco de esos acuerdos el M-19 creó campamentos de paz en las periferias de las ciudades. Sin embargo los acuerdos se rompieron y se reanudaron las hostilidades 

## Hechos
En el marco de la Campaña de pie Colombia del M-19, desarrollada en varios lugares del país, en respuesta al rompimiento de los diálogos de paz entre el gobierno de Belisario Betancur y el M-19, un grupo de jóvenes guerrilleros robaron un camión transportador de leche y sostuvieron un pequeño enfrentamiento con miembros de la Fuerza Pública. Después repartieron la leche en los barrios Malvinas, Guacamayas y San Martín. Al emprender la huida los jóvenes fueron asesinados en tres lugares  diferentes por un operativo de entre 200 y 500 miembros de la  Fuerza Pública (Policía Nacional, Ejército Nacional y el F2).
Según la Corte Interamericana de Derechos Humanos, en este operativo fueron asesinados, en estado de indefensión, 11 personas. Entre las víctimas 10 eran guerrilleros del M-19 y un civil.

## Víctimas de la masacre
- Javier Bejarano
- José Alberto Aguirre
- Jesús Fernando Fajardo  Cifuentes
- Francisca Irene Rodríguez Mendoza
- Isabel Cristina Muñoz Duarte
- Arturo Ribón Avilán
- Yolanda Guzmán Ortiz
- Martín Quintero Santana
- Luis Antonio Huertas Puerto
- José Alfonso Porras Gil
- Hernando Cruz Herrera[4]

## Consecuencias y hechos posteriores
Para 1997, la Comisión Interamericana de Derechos Humanos (CIDH) emitió un informe de fondo en el cual determino que “fueron ejecutados arbitraria y sumariamente por agentes de las fuerzas públicas”.
En 2012, los coroneles de la Policía Nacional Henry Fernández Castellanos y Luis Joaquín Camacho Sarmiento fueron arrestados por su presunta responsabilidad en esos hechos.
En 2021, la Jurisdicción Especial para la Paz (JEP) aceptó al policía Olivo Jaimes Vega, quien estuvo implicado en la muerte de dos de los jóvenes militantes del M-19.
Se han realizado varias conmemoraciones en eventos conocidos como La Noche sin miedo, en los barrios donde sucedieron los hechos.